# Zubrzyca Wielka
Zubrzyca Wielka [zuˈbʐɨt͡sa ˈvjɛlka] est un village polonais de la gmina de Szudziałowo dans le powiat de Sokółka et dans la voïvodie de Podlachie. Il se situe à environ 11 kilomètres au nord-est de Szudziałowo, à 16 kilomètres à l'est de Sokółka et à 48 kilomètres au nord-est de Białystok. 